# 德維克冰川
75°S 131°W / 75°S 131°W
德維克冰川（英語：DeVicq Glacier）是南極洲的冰川，位於瑪麗伯德地，流經阿梅斯山脈和麥庫丁山脈，最終在格蘭特島東南面注入蓋茨冰架，現時由南極條約體系管理。